# Zdeněk Burian
Pour les articles homonymes, voir Burian.
Zdeněk Burian (né le 11 février 1905 à Kopřivnice, dans le Margraviat de Moravie en Autriche-Hongrie (aujourd'hui en République tchèque), mort le 1er juillet 1981 à Prague) est un peintre et illustrateur tchèque. Il est aussi l'un des paléoartistes les plus connus pour ses reconstitutions des faunes et d'hommes préhistoriques, durant une carrière qui s'étendit sur cinq décennies. À l'origine seulement reconnu en Tchécoslovaquie, la dernière partie de sa carrière lui fit connaître une audience internationale, et nombre d'artistes ont tenté d'imiter son style.

## Biographie
Zdeněk Burian, fils de l'architecte Eduard Burian et de son épouse Hermina, naît le 11 février 1905 à Kopřivnice, en Moravie, dans une région connue pour ses vestiges paléontologiques - notamment ceux de la colline Kotouč et de la grotte Šipka. Son enfance dans cette région fut certainement à l'origine de sa passion pour la Préhistoire. Il se met à dessiner dès l'enfance, encouragé par sa mère et contre l'avis de son père, qui aurait préféré qu'il devienne fonctionnaire des eaux et forêts.
Zdeněk Burian entre à l'âge de quatorze ans, en 1919, à l'Académie des Beaux Arts de Prague. Entouré d'élèves bien plus âgés que lui, certains ayant été au front lors de la Guerre 1914-1918, il ne trouve pas sa place à l'Académie, dont il est exclu lors de la seconde année pour absentéisme. Burian restera sa vie durant un artiste solitaire et autodidacte. Privé de subsides par son père, Burian commence une vie de bohème, tour à tour maçon, étalagiste, porteur de valises… tout en continuant à peindre dès qu'il en a l'occasion.
Étalagiste dans une librairie, il se voit confier la réalisation d'affiches qui remportent immédiatement un franc succès. Il illustre ensuite les aventures de David Balfour, de Robert Louis Stevenson, puis réalise une série de paysages pour une revue de géographie. Suivront de nombreuses réalisations pour des livres d'aventure, des récits de voyages, des romans roses ou même des calendriers humoristiques. 
En 1932, les illustrations de Burian apportent un succès de librairie à une nouvelle édition d'un ouvrage d'Eduard Štorch sur la vie des chasseurs de mammouths. Ce sera le début de sa carrière de peintre de la reconstitution préhistorique. Il collabore ensuite (à partir de 1941) avec le paléontologue Josef Augusta pour son œuvre de vulgarisation. Le tandem Burian-Augusta produira une trentaine d'ouvrages jusqu'en 1968, date de la mort du professeur Augusta.
Burian collabore ensuite avec six scientifiques tchèques, produisant des tableaux saisissants sur toutes les époques préhistoriques. En 1949, le Ministère de l'éducation national tchèque lui demande une série d’illustrations pédagogiques, dont la première, un campement d'hommes de Cro-Magnon, est resté jusqu'à aujourd'hui un classique partout dans le monde.
Dans le milieu des années 1970, Burian reçoit commande d'une trentaine de grands tableaux pour le zoo de Dvůr Králové, en Bohème - qui souhaite ainsi présenter un "zoo préhistorique". Burian ne réalisera que 22 tableaux : il meurt le 1er juillet 1981, à 76 ans.
L'œuvre de Burian comprend 9 850 illustrations répertoriées (sur un total estimé entre 12 et 14 000). Reprises, copiées, parfois plagiées, les œuvres de Burian ont largement contribué à amener un large public à mieux comprendre et visualiser la Préhistoire - du  Paléozoïque à l'Holocène. Ses illustrations ont rendu présents les dinosaures du Jurassique et du Crétacé comme les modes de vie des hommes préhistoriques. Dans les années 1960-70, pratiquement tous les muséums d'histoire naturelle présentaient des originaux ou des copies des toiles de Burian. 
Zdeněk Burian est aujourd'hui le deuxième peintre tchèque le plus reproduit au monde après Alfons Mucha.

## Œuvres

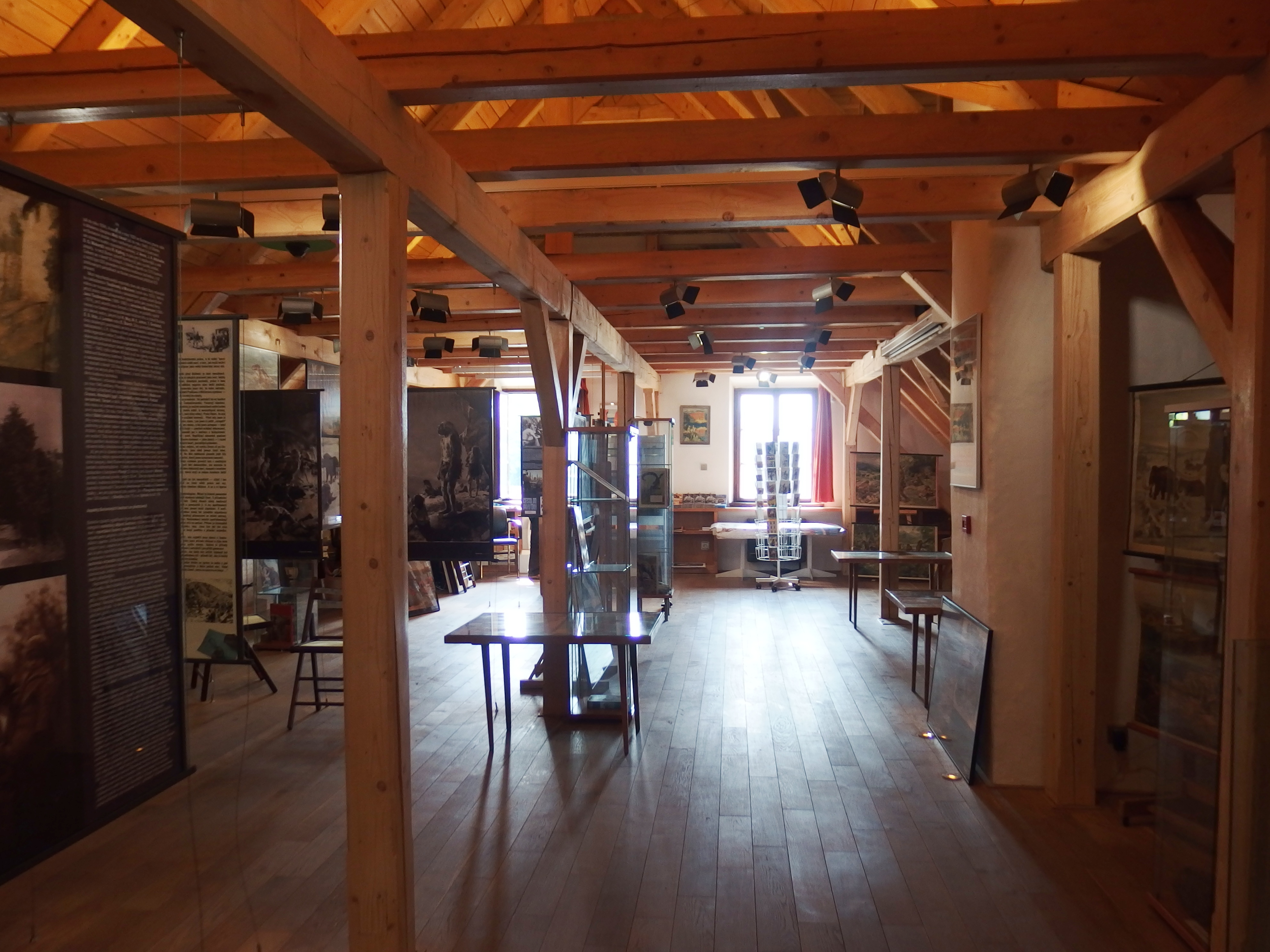
Une salle du Muzeum Zdeňka Buriana, à Štramberk, en République tchèque, en 2017.

Burian fut un artiste très prolifique dont la production est estimée aux alentours de 12 000 à 14 000 peintures et dessins (au crayon ou à l'encre). Il illustra plus de 500 livres (dont des ouvrages de sciences naturelles et nombre de classiques de la littérature comme Robinson Crusoé, Tarzan, Plutonia) et quelque 600 couvertures de livres et magazines. Mais c'est dans le domaine de la paléontologie et de la paléoanthropologie que l'influence de Burian fut la plus notable. Depuis la fin des années 1950 et le début des années 1960, quand l'œuvre de Burian commença à être découverte dans les pays de l'ouest à travers une série de livres grand format édités par la maison d'édition Artia, plusieurs ouvrages de vulgarisation scientifique reproduisirent ses peintures, ou s'en inspirèrent largement.
On citera notamment, dans le cadre de sa collaboration avec Joseph Augusta, trois livres phares : 
"Les animaux préhistoriques" (éditions Artia, 1956) comportant 60 planches d'illustration, dont 51 d'animaux préhistoriques des divers ordres du règne animal et 9 de paysages représentatifs de plusieurs ages géologiques (Cambrien / Silurien / Dévonien / ère secondaire / ère tertiaire / Miocène)
"Les hommes préhistoriques" (éditions Artia, 1960) comportant 52 planches d'illustration représentant très précisément des scènes de vies d'hommes préhistoriques de différentes époques, et ordonnancées de façon chronologique (Australopithèques/ Pithécanthropes/ Sinanthropes / Protanthropes / Néandertaliens / Cro-Magnons / hommes du Paléolithique).
"Le livre des Mammouths" (éditions Artia, 1966) comportant 18 planches et divers petits dessins uniquement centrés sur les mammouths.

## Musée et expositions
Un musée consacré à Burian, le Muzeum Zdeňka Buriana, a été ouvert en République tchèque dans la ville de Štramberk, en 1992.
En France, une exposition Zdenek Burian, peintre de la Préhistoire a été consacrée au peintre au Musée du château des ducs de Wurtemberg en 2007-2008 ; elle a réuni 76 tableaux de Burian.

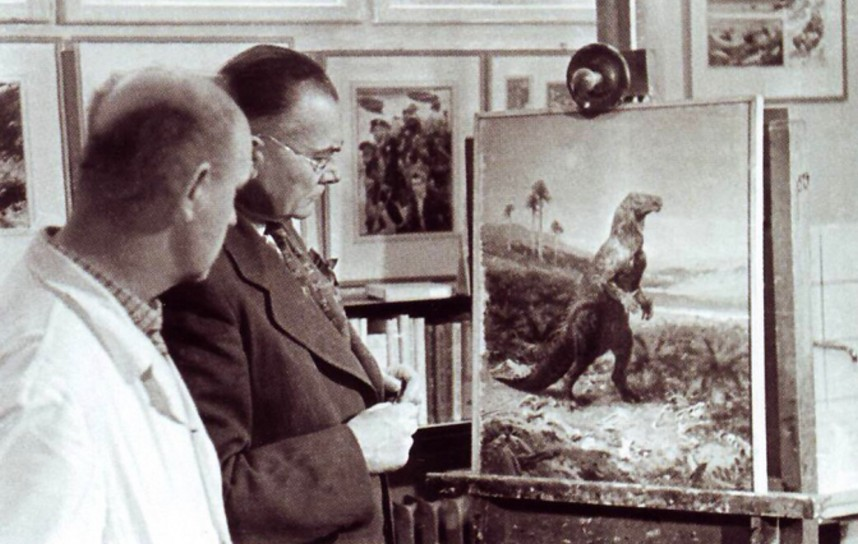
Zdenek Burian avec Josef August.

## Sources
- Vilem Bischof, « Zdenek Burian (1905 - 1981), grand maître de la reconstitution préhistorique» dans Les Amis du Muséum national d'histoire naturelle ; Publication trimestrielle, no 245 mars 2011 lire en ligne
- Notices d'autorité :   - VIAF
  - ISNI
  - BnF (données)
  - IdRef
  - LCCN
  - GND
  - Japon
  - CiNii
  - Espagne
  - Pays-Bas
  - Pologne
  - Israël
  - NUKAT
  - Catalogne
  - Suède
  - Norvège
  - Croatie
  - Tchéquie
  - WorldCat
- Ressources relatives aux beaux-arts :   - Bridgeman Art Library
  - MutualArt
  - RKDartists
  - Union List of Artist Names
- Ressource relative à la littérature :   - Internet Speculative Fiction Database
- Ressource relative à la musique :   - Discogs